# Oltramare
Oltramare ist ein Schweizer Familienname.

## Herkunft
Es handelt sich um eine protestantische Familie italienischer Herkunft, die im 16. Jahrhundert aus religiösen Gründen flüchten musste und sich in Genf niederließ.

## Namensträger

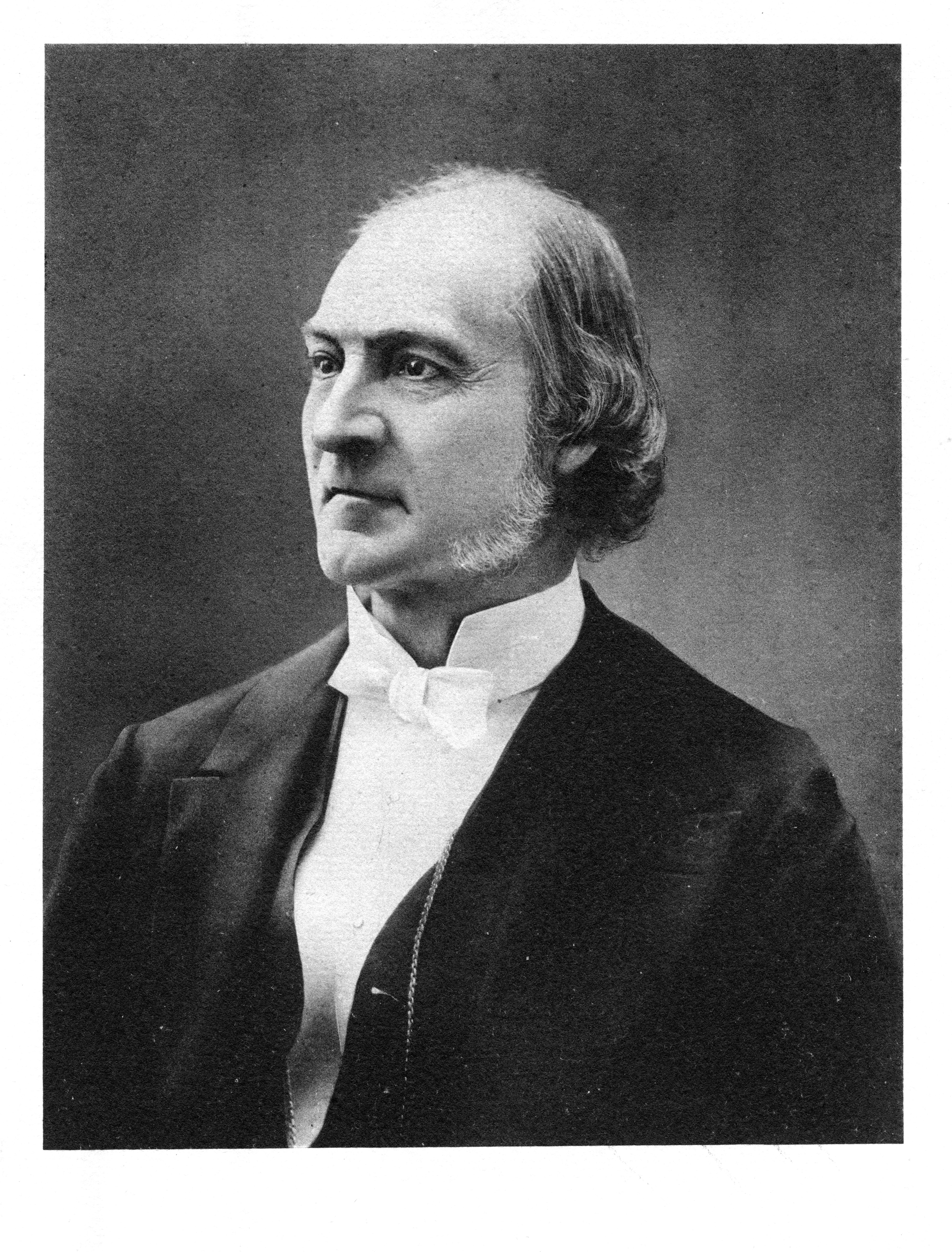
Hugues Oltramare (1813–1891)

- André Oltramare (1884–1947), Schweizer Altphilologe und Politiker (SP)
- Colette Oltramare (1904–1980), Schweizer Architektin und Malerin
- Georges Oltramare (1896–1960), Schweizer Politiker (Union nationale), Bruder von André
- Hugo Oltramare (1887–1957), Schweizer Theologe, Arzt und Mitglied des Exekutivkomitees der Kinderhilfe des Schweizerischen Roten Kreuzes.
- Hugues Oltramare (1813–1891), Schweizer evangelischer Geistlicher und Hochschullehrer
- Hugues Oltramare (Mediziner) (1851–1937), Schweizer Arzt und Politiker (FDP)
- Marc Oltramare (1916–2003), Schweizer Arzt und Politiker, Sohn von André
- Marc Jean Hugues Oltramare (1813–1891), Schweizer Theologieprofessor und Übersetzer des neuen Testaments